# Chuck Willis
Harold "Chuck" Willis (31 de enero de 1926  - 10 de abril de 1958)  fue un cantante y compositor estadounidense de blues, R&B,  y rock and roll. Sus mayores éxitos, "CC Rider" (1957) y "What Am I Living For" (1958), alcanzaron el número 1 en la lista Billboard de R&B. Era conocido como El Rey del Paseo por su interpretación del baile del paseo de los años 50. 

## Vida y carrera
Nació en Atlanta, Georgia,  el 31 de enero de 1926.  Zenas Sears, DJ de radio de Atlanta, lo vio en un concurso de talentos, se convirtió en su manager y lo ayudó a firmar con Columbia Records en 1951.  Después de un sencillo, Willis comenzó a grabar en una filial de Columbia, Okeh. Durante su estancia en Okeh, se estableció como un popular cantante y compositor de R&B, interpretando material que él mismo escribió. En 1956, se mudó a Atlantic Records, donde tuvo un éxito inmediato con "It's Too Late", "Juanita" y "Love Me Cherry". 
Su grabación más exitosa fue "CC Rider", que encabezó la lista estadounidense de R&B de Billboard en 1957 y se vendió bien en el mercado pop. Jerry Wexler dijo que fue una idea sorprendente de Willis "hacer un viejo estándar" en lugar de una de sus propias canciones.  "CC Rider" fue una nueva versión de un blues de doce compases, interpretada por Ma Rainey en Atlanta antes de que naciera Willis.  Su ritmo relajado, combinado con un suave acompañamiento de vibráfono y coro, inspiró el surgimiento del baile popular, The Stroll. Cuando actuaban en el escenario, Willis y su grupo hacían este paso de lado a lado. Dick Clark tocó "CC Rider" en American Bandstand y "The Stroll" se convirtió en un baile popular.  La continuación de Willis fue "Betty and Dupree", otra canción de "paseo" y un "viejo estándar" similar, a la que también le fue bien. Wexler dijo que Dick Clark usó "Betty and Dupree" en American Bandstand para acompañar "The Stroll", y así es como Willis se hizo conocido como "King of The Stroll".  El sencillo de Willis "Going to the River", una canción de Dave Bartholomew y Fats Domino, fue un prototipo de su sonido "paseo", alcanzando el puesto número 4 en las listas de R&B. 
Willis actuó con un turbante (un truco que le sugirió su amigo Screamin' Jay Hawkins) y también era conocido como el "Jeque del Shake". A principios de la década de 1950 presentó y actuó en un programa de televisión semanal los sábados por la noche en Atlanta, que contaba con artistas invitados como Ray Charles y Sam Cooke que estaban de paso por la ciudad. Zenas Sears dijo que Willis era mejor compositor que intérprete, pero también dijo: "En el programa de televisión... Chuck hacía cinco o seis temas diferentes cada semana. Se movía muy bien, se manejaba muy bien y ponía a todos en facilidad." También era un intérprete sólido, si no espectacular, en la gira, y "era uno de los pocos artistas que trataba a una banda adecuadamente", según Roy Gaines, quien era el líder de la banda y guitarrista de Willis. 

## Composición
Willis abordó la composición con minuciosa artesanía y el resultado fue letrado, conmovedor y melancólico.  No presentaba una canción en el estudio hasta que era un producto pulido y completamente elaborado en su mente. Usó una variedad de métodos. Zenas Sears dijo que Willis conducía en el auto cantando en una grabadora de carrete a carrete. Sears dijo: "Si hubiera vivido, habría sido reconocido por eso [su composición]". Roy Gaines recordó: "Se encerraba en una habitación de hotel y no veía a nadie durante 3 o 4 días o una semana. Cuando escribió 'It's Too Late', estuvo en su habitación durante una semana". 
Ruth Brown, que estuvo de gira con Willis, dijo que escribiría en blocs de notas amarillos.  Brown dijo: "Le pregunté, porque tenía una canción tan buena, le dije: 'Chuck, ¿por qué no me escribes una canción? Y lo hizo. Escribió: " Oh What a Dream".'"  Jerry Wexler dijo que Willis traería un conjunto completo de letras al estudio y luego trabajaría en los arreglos con la banda. Zenas Sears dijo: "Nadie lo ayudó con sus canciones. Siempre escribió mucho". 

## Muerte
Willis padecía úlceras de estómago desde hacía muchos años. Se sabía que bebía mucho.  Durante una cirugía en Chicago, Willis murió de peritonitis el 10 de abril de 1958, a la edad de 32 años.
Su muerte se produjo en la cima de su carrera, justo después del lanzamiento de su último sencillo, "What Am I Living For", respaldado por "Hang Up My Rock and Roll Shoes".  "Hang Up My Rock & Roll Shoes" era en realidad la cara A del sencillo, pero, tras su muerte, "What Am I Living For" se convirtió en la más popular de las dos canciones.  "What Am I Living For" vendió más de un millón de copias y recibió un disco de oro.  También fue el mejor disco de R&B de 1958  Este fue el primer disco de rock and roll lanzado en estéreo, "diseñado por Tom Dowd de Atlantic Records". 
Cuando Willis murió, le debía mucho dinero al gobierno de Estados Unidos porque, según Zenas Sears, "pagó a la banda de su propio bolsillo sin deducir impuestos... Cuando murió, su esposa tenía la casa, abrigos de piel y un Cadillac, pero no había dinero". 

## Influencia
Uno de los primeros éxitos de Okeh, "Don't Deceive Me ( Please Don't Go)" se convirtió en su canción más versionada con versiones de Ruth Brown, Little Richard, Screamin' Jay Hawkins, James Brown y Delaney and Bonnie. También se utilizó como título de un episodio de "Grey's Anatomy" (temporada 7, episodio 13).
La balada de blues "It's Too Late", fue versionada por otros artistas, incluidos Otis Redding, Roy Orbison, Buddy Holly and the Crickets, Ted Taylor, Freddie King, Derek and the Dominos y Jerry Garcia Band. En 2005, la versión de Redding fue muestreada en gran medida por Kanye West en "Gone" de Late Registration.
Elvis Presley hizo un cover de "I Feel So Bad" y "CC Rider". The Five Keys y Peaches and Herb tuvieron éxitos con "Close Your Eyes", y Ruth Brown y Conway Twitty tuvieron éxitos con "Oh What a Dream".
La bada de rock The Band hizo una versión de "Hang Up My Rock and Roll Shoes" en su álbum en vivo de 1972, Rock of Ages. 
La prima de Willis era Chick Willis.

## Discografía

### Sencillos
| Año  | Sencillo (cara A, cara B) Ambas pistas del mismo álbum excepto donde se indique | Sello discográfico | Posición | Posición | Álbum                        |
| Año  | Sencillo (cara A, cara B) Ambas pistas del mismo álbum excepto donde se indique | Sello discográfico | US Pop   | US R&B   | Álbum                        |
| ---- | ------------------------------------------------------------------------------- | ------------------ | -------- | -------- | ---------------------------- |
| 1951 | "It Ain't Right to Treat Me Wrong" b/w "Can't You See" (Non-album track)        | Columbia 30238     | –        | –        | My Story                     |
| 1952 | "Here I Come" b/w "Loud Mouth Lucy"                                             | OKeh 6873          | –        | –        | Non-album tracks             |
| 1952 | "My Story" b/w "Caldonia"                                                       | OKeh 6905          | –        | 2        | Chuck Willis Wails the Blues |
| 1952 | "Wrong Lake to Catch a Fish" b/w "Salty Tears" (from My Story)                  | OKeh 6930          | –        | –        | Non-album track              |
| 1953 | "Going to the River" b/w "Baby Have Left Me Again" (Non-album track)            | OKeh 6952          | –        | 4        | My Story                     |
| 1953 | "Don't Deceive Me" b/w "I've Been Treated Wrong Too Long" (Non-album track)     | OKeh 6985          | –        | 6        | Chuck Willis Wails the Blues |
| 1954 | "You're Still My Baby" b/w "What's Your Name" (Non-album track)                 | OKeh 7015          | –        | 4        | Chuck Willis Wails the Blues |
| 1954 | "I Feel So Bad" b/w "Need One More Chance"                                      | OKeh 7029          | –        | 8        | Chuck Willis Wails the Blues |
| 1954 | "Change My Mind" b/w "My Heart's Been Broke Again"                              | OKeh 7041          | –        | –        | My Story                     |
| 1954 | "Give and Take" b/w "I've Been Away Too Long"                                   | OKeh 7048          | –        | –        | Non-album tracks             |
| 1955 | "Lawdy Miss Mary" b/w "Love Struck"                                             | OKeh 7051          | –        | –        | Chuck Willis Wails the Blues |
| 1955 | "I Can Tell" b/w "One More Break"                                               | OKeh 7055          | –        | –        | Chuck Willis Wails the Blues |
| 1955 | "Search My Heart" b/w "Ring-Ding-Doo" (Non-album track)                         | OKeh 7062          | –        | –        | Chuck Willis Wails the Blues |
| 1956 | "It's Too Late" b/w "Kansas City Woman"                                         | Atlantic 1098      | –        | 3        | King of the Stroll           |
| 1956 | "Juanita" /                                                                     | Atlantic 1112      | –        | 7        | King of the Stroll           |
| 1956 | "Whatcha' Gonna Do When Your Baby Leaves You"                                   | Atlantic 1112      | –        | 11       | King of the Stroll           |
| 1956 | "Come on Home" b/w "It Were You"                                                | OKeh 7067          | –        | –        | Non-album tracks             |
| 1956 | "Charged with Cheating" b/w "Two Spoons of Tears" (from My Story)               | OKeh 7070          | –        | –        | Chuck Willis Wails the Blues |
| 1957 | "C. C. Rider" b/w "Ease the Pain"                                               | Atlantic 1130      | 12       | 1        | King of the Stroll           |
| 1957 | "That Train Has Gone" b/w "Love Me Cherry"                                      | Atlantic 1148      | –        | –        | King of the Stroll           |
| 1958 | "Betty and Dupree" b/w "My Crying Eyes"                                         | Atlantic 1168      | 33       | 15       | King of the Stroll           |
| 1958 | "What Am I Living For" /                                                        | Atlantic 1179      | 9        | 1        | I Remember Chuck Willis      |
| 1958 | "Hang Up My Rock and Roll Shoes"                                                | Atlantic 1179      | 24       | 9        | I Remember Chuck Willis      |
| 1958 | "My Life" b/w "Thunder and Lightning"                                           | Atlantic 1192      | 46       | 12       | King of the Stroll           |
| 1958 | "Keep A-Driving" b/w "You'll Be My Love"                                        | Atlantic 2005      | –        | 19       | I Remember Chuck Willis      |
| 1959 | "Just One Kiss" b/w "My Baby"                                                   | Atlantic 2029      | –        | –        | I Remember Chuck Willis      |

### Álbumes
| Año  | Título                  | Sello discográfico |      |                 |              |
| ---- | ----------------------- | ------------------ | ---- | --------------- | ------------ |
| Año  | Título                  | Sello discográfico | 1958 | Wails the Blues | Epic LN 3425 |
| 1958 | King of the Stroll      | Atlantic 8018      |      |                 |              |
| 1962 | I Remember Chuck Willis | Atlantic 8079      |      |                 |              |

| Año  | Título                                                        | Sello discográfico                      |      |                          |                                                |
| ---- | ------------------------------------------------------------- | --------------------------------------- | ---- | ------------------------ | ---------------------------------------------- |
| Año  | Título                                                        | Sello discográfico                      | 1980 | Chuck Willis -- My Story | CBS JC36389 (relanzado por Sony en CD in 1990) |
| 1994 | Let's Jump Tonight -- The Best of Chuck Willis from 1951 -'56 | Sony 53619                              |      |                          |                                                |
| 2001 | I Remember Chuck Willis/King of the Stroll                    | Collectables COL-CD-6889                |      |                          |                                                |
| 2006 | C.C. Rider                                                    | Atlantic Collectables [sic] COL-CD-9973 |      |                          |                                                |